# Пантелеймоновка (Приморский край)
Пантелеймо́новка — село в Лесозаводском городском округе Приморского края.

## История
Село основано в 1900 году переселенцами из Полтавской, Киевской и Черниговской губерний. Названо в честь основателя, старосты села Пантелея Пиляя.

## География
Село Пантелеймоновка расположено примерно в полукилометре западнее автотрассы «Уссури», расстояние до Лесозаводска через Лесное (на юг по автодороге «Уссури») — около 30 км.
На запад от села Пантелеймоновка идёт дорога к станции Прохаско и к селу Буссе, на восток от перекрёстка на автотрассе «Уссури» идёт дорога к селу Ильмовка.

## Население
| 1915 | 2002  | 2007  | 2010  |
| ---- | ----- | ----- | ----- |
| 643  | ↗1416 | ↘1002 | ↗1086 |

## Улицы
| - пер. Гагарина, - пер. Горького, - ул. Кустарная, - ул. Лазо, - ул. Магистральная, | - ул. Марченко, - ул. Маяковского, - пер. Полевой, - ул. Центральная, - ул. Школьная. |

## Экономика
Жители занимаются сельским хозяйством.